# انجلین (بازیگر)
اَنجلین (انگلیسی: Angelyne؛ زادهٔ ۱۹۵۸) هنرپیشه، خواننده و مانکن اهل ایالات متحده آمریکا است. از فیلم‌هایی که وی در آن‌ها نقش داشته است می‌توان به شبح بهشت (۱۹۷۴) و دختران زمینی بی‌قید و بندند (۱۹۹۸) اشاره نمود.